# Nyctemera conica
Nyctemera conica là một loài bướm đêm thuộc phân họ Arctiinae, họ Erebidae.